# Wojciech Fibak
Wojciech Fibak oder kürzer Wojtek Fibak (* 30. August 1952 in Posen) ist ein ehemaliger polnischer Tennisspieler. Seine größten Erfolge feierte er als Doppelspieler zusammen mit Tom Okker und Kim Warwick.

## Karriere
Fibak gewann sein erstes Turnier 1976. Höhepunkt seiner Karriere war 1978 der Gewinn der Herrendoppelkonkurrenz bei den Australian Open. Zusammen mit Kim Warwick schlug er Paul Kronk und Cliff Letcher mit 7:6, 7:5 und gewann den Titel.
Als Einzelspieler gewann Fibak in seiner Laufbahn insgesamt 12 Einzeltitel. Sein bestes Jahr war 1980, als er sowohl bei den French Open, den US Open und in Wimbledon in das Viertelfinale einzog. Bei Beendigung seiner aktiven Karriere 1982 wies er eine Spielbilanz von 403 Siegen und 241 Niederlagen auf.
1985 gründete er in Kalifornien den polnischen Tennisclub Polish Tennis Association of Southern California.
Auch in Europa ist er anzutreffen. Zusammen mit Ronnie Leitgeb förderte er 1984 den Werdegang des österreichischen Tennisspielers Thomas Muster, was in der Autobiographie Thomas Muster, Aufschlag, mein Leben, mein Erfolg ISBN 3-900977-73-9 auf Seite 59 beschrieben ist.
Im Absatz „Gemeinsamer Weg“ werden die Zusammenarbeit und das Verhältnis zwischen Fibak, Leitgeb und Muster beschrieben.
Zitat:
„... Eine professionelle Betreuung sei das Nonplusultra, die Voraussetzung für eine erfolgreiche Karriere. Der Weg an die Spitze sei steinig, Garantie gäbe es keine ...“
Wojtek Fibak wird weiters in der Autobiographie mit folgenden Worten zitiert:
„Aber wer nichts riskiert, gewinnt nichts. Ihr seid beide ehrgeizig und lernfähig. Ich berate euch.“
Fibak gehört zusammen mit seiner Frau Ewa zu den bedeutendsten Sammlern polnischer Malerei des 19. und 20. Jahrhunderts. Mehr als 400 Werke von Künstlern wie Józef Czapski, Eugeniusz Eibisch, Henryk Hayden, Moise Kisling, Roman Kramsztyk, Jan Lebenstein, Jacek Malczewski, Mela Muter, Józef Pankiewicz, Piotr Potworowski, Zygmunt Waliszewski, Wojciech Weiss, Leon Wyczółkowski, Eugeniusz Zak oder Wacław Zawadowski befinden sich in den Häusern des Ehepaars in New York (Greenwich), in der Nähe von Paris (Boulogne) und in Warschau. Sie wurden in Ausstellungen in den Nationalmuseen in Warschau und Posen gezeigt.

## Erfolge
| Legende                      |
| Grand Slam (1)               |
| Masters Grand Prix (3)       |
| Grand Prix Super Series      |
| Grand Prix World Series (63) |
| ATP Challenger Tour          |

| ATP-Titel nach Belag |
| Hartplatz (12)       |
| Sand (26)            |
| Rasen (1)            |
| Teppich (27)         |

### Einzel

#### Turniersiege
| Nr. | Datum            | Turnier          | Belag         | Finalgegner        | Ergebnis                |
| --- | ---------------- | ---------------- | ------------- | ------------------ | ----------------------- |
| 1.  | 26. April 1976   | Stockholm        | Teppich (i)   | Ilie Năstase       | 6:4, 7:6(1)             |
| 2.  | 16. Mai 1976     | Bournemouth      | Sand          | Manuel Orantes     | 6:2, 7:9, 6:2, 6:2      |
| 3.  | 31. Oktober 1976 | Wien             | Sand          | Raúl Ramírez       | 6:7, 6:3, 6:4, 2:6, 6:1 |
| 4.  | 6. März 1977     | Monterrey        | Teppich (i)   | Vitas Gerulaitis   | 6:4, 6:3                |
| 5.  | 22. Mai 1977     | Düsseldorf       | Sand          | Raymond Moore      | 6:1, 5:7, 6:2           |
| 6.  | 5. November 1978 | Köln             | Hartplatz (i) | Vijay Amritraj     | 6:2, 0:1 Aufg.          |
| 7.  | 25. Februar 1979 | Denver           | Teppich (i)   | Victor Amaya       | 6:4, 6:1                |
| 8.  | 1. April 1979    | Stuttgart Indoor | Hartplatz (i) | Guillermo Vilas    | 6:2, 6:2, 3:6, 6:2      |
| 9.  | 30. März 1980    | Dayton           | Teppich (i)   | Bruce Manson       | 7:6, 6:3                |
| 10. | 6. April 1980    | New Orleans      | Teppich (i)   | Eliot Teltscher    | 6:4, 7:5                |
| 11. | 4. Mai 1980      | São Paulo        | Teppich (i)   | Vincent Van Patten | 6:0, 7:6                |
| 12. | 12. Juli 1981    | Gstaad           | Sand          | Yannick Noah       | 6:1, 7:6                |
| 13. | 24. Oktober 1982 | Amsterdam        | Teppich (i)   | Kevin Curren       | 7:5, 3:6, 6:4, 6:3      |
| 14. | 31. Oktober 1982 | Paris            | Hartplatz (i) | Bill Scanlon       | 6:2, 6:2, 6:2           |
| 15. | 5. Dezember 1982 | Chicago          | Teppich (i)   | Bill Scanlon       | 6:2, 2:6, 6:3, 6:4      |

#### Finalteilnahmen
| Nr. | Datum             | Turnier      | Belag         | Finalgegner      | Ergebnis                  |
| --- | ----------------- | ------------ | ------------- | ---------------- | ------------------------- |
| 1.  | 19. April 1976    | Monte Carlo  | Sand          | Guillermo Vilas  | 1:6, 1:6, 4:6             |
| 2.  | 2. August 1976    | Louisville   | Sand          | Harold Solomon   | 2:6, 5:7                  |
| 3.  | 15. August 1976   | Indianapolis | Sand          | Jimmy Connors    | 2:6, 4:6                  |
| 4.  | 23. August 1976   | Toronto      | Sand          | Guillermo Vilas  | 4:6, 6:7, 2:6             |
| 5.  | 12. Dezember 1976 | Masters      | Teppich (i)   | Manuel Orantes   | 7:5, 2:6, 6:0, 6:7, 1:6   |
| 6.  | 13. Februar 1977  | Mexiko-Stadt | Teppich (i)   | Ilie Năstase     | 6:4, 2:6, 6:76            |
| 7.  | 17. April 1977    | Buenos Aires | Sand          | Guillermo Vilas  | 4:6, 3:6, 0:6             |
| 8.  | 30. Oktober 1977  | Wien (1)     | Hartplatz (i) | Brian Gottfried  | 1:6, 1:6                  |
| 9.  | 6. November 1977  | Köln (1)     | Hartplatz (i) | Björn Borg       | 6:2, 5:7, 3:6             |
| 10. | 21. Mai 1978      | Hamburg      | Sand          | Guillermo Vilas  | 2:6, 4:6, 2:6             |
| 11. | 27. Mai 1979      | München      | Sand          | Manuel Orantes   | 3:6, 2:6, 4:6             |
| 12. | 28. Oktober 1979  | Wien (2)     | Hartplatz (i) | Stan Smith       | 4:6, 0:6, 2:6             |
| 13. | 4. November 1979  | Köln (2)     | Hartplatz (i) | Gene Mayer       | 3:6, 6:3, 1:6             |
| 14. | 20. Juli 1980     | Stuttgart    | Sand          | Vitas Gerulaitis | 2:6, 5:7, 2:6             |
| 15. | 1. Februar 1981   | Philadelphia | Teppich (i)   | Roscoe Tanner    | 2:6, 6:7, 5:7             |
| 16. | 17. Oktober 1982  | Neapel       | Teppich (i)   | Ivan Lendl       | 4:6, 2:6, 1:6             |
| 17. | 21. November 1982 | Dortmund     | Teppich (i)   | Brian Teacher    | 7:6, 4:6, 4:6, 6:2, 4:6   |
| 18. | 16. Oktober 1983  | Basel        | Hartplatz (i) | Vitas Gerulaitis | 6:4, 1:6, 5:7, 5:5 aufgg. |

### Doppel

#### Turniersiege
| Nr. | Datum              | Turnier                | Belag         | Doppelpartner      | Finalgegner                         | Ergebnis                |
| --- | ------------------ | ---------------------- | ------------- | ------------------ | ----------------------------------- | ----------------------- |
| 1.  | 11. Mai 1975       | München (1)            | Sand          | Jan Kodeš          | Milan Holeček Karl Meiler           | 7:5, 6:3                |
| 2.  | 20. Juli 1975      | Hilversum (1)          | Sand          | Guillermo Vilas    | John Lloyd Željko Franulović        | 6:2, 4:6, 6:1           |
| 3.  | 3. August 1975     | Louisville (1)         | Sand          | Guillermo Vilas    | Anand Amritraj Vijay Amritraj       |                         |
| 4.  | 2. November 1975   | Paris                  | Hartplatz (i) | Karl Meiler        | Ilie Năstase Tom Okker              | 6:4, 7:6                |
| 5.  | 15. November 1975  | London                 | Teppich (i)   | Karl Meiler        | Jimmy Connors Ilie Năstase          | 6:1, 7:5                |
| 6.  | 4. April 1976      | Barcelona              | Sand          | Jacek Niedźwiedzki | Colin Dowdeswell Peter Kronk        | 6:2, 6:3                |
| 7.  | 19. April 1976     | Monte Carlo            | Sand          | Karl Meiler        | Björn Borg Guillermo Vilas          | 7:6, 6:1                |
| 8.  | 2. Mai 1976        | World Doubles WCT (1)  | Teppich       | Karl Meiler        | Robert Lutz Stan Smith              | 6:3, 2:6, 3:6, 6:3, 6:4 |
| 9.  | 16. Mai 1976       | Bournemouth            | Sand          | Fred McNair        | Juan Gisbert Manuel Orantes         | 4:6, 7:5, 7:5           |
| 10. | 30. Mai 1976       | Düsseldorf             | Sand          | Karl Meiler        | Bob Carmichael Raymond Moore        | 6:4, 4:6, 6:4           |
| 11. | 10. Oktober 1976   | Teheran                | Hartplatz     | Raúl Ramírez       | Juan Gisbert Manuel Orantes         | 7:5, 6:1                |
| 12. | 17. Oktober 1976   | Madrid (1)             | Sand          | Raúl Ramírez       | Bob Hewitt Frew McMillan            | 4:6, 7:5, 6:3           |
| 13. | 16. Januar 1977    | Birmingham (1)         | Teppich (i)   | Tom Okker          | Billy Martin Bill Scanlon           | 6:3, 6:4                |
| 14. | 6. Februar 1977    | Richmond               | Teppich (i)   | Tom Okker          | Ross Case Tony Roche                | 6:4, 6:4                |
| 15. | 13. Februar 1977   | Mexiko-Stadt           | Teppich (i)   | Tom Okker          | Ilie Năstase Adriano Panatta        | 6:2, 6:3                |
| 16. | 20. Februar 1977   | Toronto                | Teppich (i)   | Tom Okker          | Ross Case Tony Roche                | 6:4, 6:1                |
| 17. | 6. März 1977       | Monterrey              | Teppich (i)   | Ross Case          | Billy Martin Bill Scanlon           | 3:6, 6:3, 6:4           |
| 18. | 27. März 1977      | Rotterdam (1)          | Teppich (i)   | Tom Okker          | Vijay Amritraj Dick Stockton        | 6:4, 6:4                |
| 19. | 17. April 1977     | Buenos Aires           | Sand          | Ion Țiriac         | Lito Álvarez Guillermo Vilas        | 7:5, 0:6, 7:6           |
| 20. | 8. August 1977     | South Orange           | Sand          | Colin Dibley       | Ion Țiriac Guillermo Vilas          | 6:1, 7:5                |
| 21. | 23. Oktober 1977   | Barcelona              | Sand          | Jan Kodeš          | Bob Hewitt Frew McMillan            |                         |
| 22. | 13. November 1977  | Stockholm (1)          | Hartplatz (i) | Tom Okker          | Brian Gottfried Raúl Ramírez        | 6:3, 6:2                |
| 23. | 23. April 1978     | Houston                | Sand          | Tom Okker          | Tom Leonard Mike Machette           | 7:5, 7:5                |
| 24. | 7. Mai 1978        | WCT Doubles Finals (1) | Teppich (i)   | Tom Okker          | Stan Smith Bob Lutz                 | 6:7, 6:4, 6:0, 6:3      |
| 25. | 21. Mai 1978       | Hamburg                | Sand          | Tom Okker          | Antonio Muñoz Víctor Pecci          | 6:2, 6:4                |
| 26. | 30. Juli 1978      | Louisville (2)         | Sand          | Víctor Pecci       | Victor Amaya John James             | 6:4, 6:7, 6:4           |
| 27. | 20. August 1978    | Toronto                | Sand          | Tom Okker          | Colin Dowdeswell Heinz Günthardt    | 6:3, 7:6                |
| 28. | 17. September 1978 | Woodlands Doubles      | Teppich       | Tom Okker          | Marty Riessen Sherwood Stewart      | 7:6, 3:6, 4:6, 7:6, 6:3 |
| 29. | 8. Oktober 1978    | Madrid (1)             | Sand          | Jan Kodeš          | Pavel Složil Tomáš Šmíd             | 6:7, 6:1, 6:2           |
| 30. | 29. Oktober 1978   | Basel                  | Teppich (i)   | John McEnroe       | Bruce Manson Andrew Pattison        | 7:6, 6:4                |
| 31. | 13. November 1978  | Stockholm (2)          | Hartplatz (i) | Tom Okker          | Stan Smith Bob Lutz                 | 6:3, 6:2                |
| 32. | 3. Januar 1979     | Australian Open        | Rasen         | Kim Warwick        | Paul Kronk Cliff Letcher            | 7:6, 7:5                |
| 33. | 28. Januar 1979    | Philadelphia (2)       | Teppich (i)   | Tom Okker          | Peter Fleming John McEnroe          | 5:7, 6:1, 6:3           |
| 34. | 4. März 1979       | Memphis                | Teppich (i)   | Tom Okker          | Frew McMillan Dick Stockton         | 6:4, 6:4                |
| 35. | 1. April 1979      | Stuttgart Indoor       | Hartplatz (i) | Tom Okker          | Bob Carmichael Brian Teacher        | 6:3, 5:7, 7:6           |
| 36. | 27. Mai 1979       | München (2)            | Sand          | Tom Okker          | Jürgen Faßbender Jean-Louis Haillet | 7:6, 7:5                |
| 37. | 20. Januar 1980    | Birmingham (2)         | Teppich (i)   | Tom Okker          | José Luis Clerc Ilie Năstase        | 6:3, 6:4                |
| 38. | 16. März 1980      | Stuttgart              | Hartplatz (i) | Tomáš Šmíd         | Tim Mayotte Larry Stefanki          | 6:4, 7:6                |
| 39. | 30. März 1980      | Dayton                 | Teppich (i)   | Geoff Masters      | Fritz Buehning Fred McNair          | 6:4, 6:4                |
| 40. | 21. März 1982      | Straßburg              | Teppich (i)   | John Fitzgerald    | Sandy Mayer Frew McMillan           | 6:4, 6:3                |
| 41. | 18. Juli 1982      | Zell am See            | Sand          | Bruce Manson       | Sammy Giammalva Tony Giammalva      | 6:7, 6:4, 6:4           |
| 42. | 24. Juli 1983      | Kitzbühel              | Sand          | Pavel Složil       | Colin Dowdeswell Zoltán Kuhárszky   | 7:5, 6:2                |
| 43. | 18. März 1984      | Rotterdam (2)          | Teppich (i)   | Kevin Curren       | Fritz Buehning Ferdi Taygan         | 6:4, 6:4                |
| 44. | 20. Mai 1984       | München (3)            | Sand          | Boris Becker       | Florin Segărceanu Eric Fromm        | 6:4, 4:6, 6:1           |
| 45. | 21. Oktober 1984   | Köln                   | Hartplatz (i) | Sandy Mayer        | Jan Gunnarsson Joakim Nyström       | 6:1, 6:3                |
| 46. | 28. Oktober 1984   | Wien (1)               | Hartplatz (i) | Sandy Mayer        | Heinz Günthardt Balázs Taróczy      | 6:4, 6:4                |
| 47. | 14. Juli 1985      | Gstaad                 | Sand          | Tomáš Šmíd         | Brad Drewett Mark Edmondson         | 6:7, 6:4, 6:4           |
| 48. | 9. Februar 1986    | Toronto Indoor         | Teppich (i)   | Joakim Nyström     | Christo Steyn Danie Visser          | 6:3, 7:6                |
| 49. | 16. März 1986      | Metz                   | Teppich (i)   | Guy Forget         | Francisco González Michiel Schapers | 2:6, 6:2, 6:4           |
| 50. | 26. Oktober 1986   | Wien (2)               | Hartplatz (i) | Ricardo Acioly     | Brad Gilbert Slobodan Živojinović   | kampflos                |
| 51. | 2. August 1987     | Hilversum (2)          | Sand          | Miloslav Mečíř     | Tom Nijssen Johan Vekemans          | 7:6, 5:7, 6:2           |
| 52. | 18. Oktober 1987   | Toulouse               | Hartplatz (i) | Michiel Schapers   | Kelly Jones Patrik Kühnen           | 6:2, 6:4                |

#### Finalteilnahmen
| Nr. | Datum              | Turnier            | Belag         | Doppelpartner       | Finalgegner                         | Ergebnis                |
| --- | ------------------ | ------------------ | ------------- | ------------------- | ----------------------------------- | ----------------------- |
| 1.  | 25. Mai 1975       | Hamburg            | Sand          | Jan Kodeš           | Juan Gisbert Manuel Orantes         | 3:6, 6:7                |
| 2.  | 10. August 1975    | Indianapolis (1)   | Sand          | Hans-Jürgen Pohmann | Juan Gisbert Manuel Orantes         | 5:7, 0:6                |
| 3.  | 19. Oktober 1975   | Barcelona          | Sand          | Karl Meiler         | Björn Borg Guillermo Vilas          | 6:3, 4:6, 3:6           |
| 4.  | 19. Januar 1976    | Atlanta            | Hartplatz     | Karl Meiler         | John Alexander Phil Dent            | 3:6, 4:6                |
| 5.  | 7. Februar 1976    | Barcelona          | Sand          | Karl Meiler         | Robert Lutz Ramsey Smith            | 3:6, 3:6                |
| 6.  | 11. April 1976     | Nizza              | Sand          | Karl Meiler         | Patrice Dominguez François Jauffret | 4:6, 6:3, 3:6           |
| 7.  | 11. Juli 1976      | Båstad             | Sand          | Juan Gisbert        | Fred McNair Sherwood Stewart        | 3:6, 4:6                |
| 8.  | 18. Juli 1976      | Hilversum          | Sand          | Balázs Taróczy      | Ricardo Cano Belus Prajoux          | 4:6, 3:6                |
| 9.  | 21. November 1976  | Wembley            | Teppich (i)   | Brian Gottfried     | Stan Smith Roscoe Tanner            | 6:7, 3:6                |
| 10. | 30. Januar 1977    | Philadelphia (1)   | Teppich (i)   | Tom Okker           | Bob Hewitt Frew McMillan            | 1:6, 6:1, 3:6           |
| 11. | 10. April 1977     | Monte Carlo        | Sand          | Tom Okker           | François Jauffret Jan Kodeš         | 6:2, 3:6, 2:6           |
| 12. | 5. Juni 1977       | French Open        | Sand          | Jan Kodeš           | Brian Gottfried Raúl Ramírez        | 6:7, 6:4, 3:6, 4:6      |
| 13. | 30. Oktober 1977   | Wien               | Teppich       | Jan Kodeš           | Bob Hewitt Frew McMillan            | 4:6, 3:6                |
| 14. | 12. Februar 1978   | St. Louis          | Teppich (i)   | Tom Okker           | Bob Hewitt Frew McMillan            | 3:6, 2:6                |
| 15. | 5. Februar 1978    | Mailand            | Teppich (i)   | Raúl Ramírez        | Jose Higueras Victor Pecci          | 7:5, 6:7, 6:7           |
| 16. | 14. Januar 1979    | Masters (1)        | Teppich (i)   | Tom Okker           | Peter Fleming John McEnroe          | 4:6, 2:6, 4:6           |
| 17. | 25. Februar 1979   | Denver (1)         | Teppich (i)   | Tom Okker           | Bob Lutz Stan Smith                 | 6:7, 3:6                |
| 18. | 22. Juli 1979      | Stuttgart          | Sand          | Pavel Složil        | Colin Dowdeswell Frew McMillan      | 4:6, 2:6, 6:2, 4:6      |
| 19. | 23. September 1979 | Los Angeles        | Teppich (i)   | Frew McMillan       | Marty Riessen Sherwood Stewart      | 4:6, 4:6                |
| 20. | 30. September 1979 | San Francisco      | Teppich (i)   | Frew McMillan       | Peter Fleming John McEnroe          | 1:6, 4:6                |
| 21. | 11. November 1979  | Stockholm          | Hartplatz (i) | Tom Okker           | John McEnroe Peter Fleming          | 4:6, 4:6                |
| 22. | 6. Januar 1980     | WCT Doubles Finals | Teppich (i)   | Tom Okker           | Brian Gottfried Raúl Ramírez        | 6:3, 4:6, 4:6, 6:3, 3:6 |
| 23. | 13. Januar 1980    | Masters (2)        | Teppich (i)   | Tom Okker           | Peter Fleming John McEnroe          | 3:6, 6:7, 1:6           |
| 24. | 18. Februar 1980   | Denver (2)         | Teppich (i)   | Heinz Günthardt     | Kevon Curren Steve Denton           | 5:7, 2:6                |
| 25. | 27. April 1980     | Las Vegas          | Hartplatz     | Gene Mayer          | Bob Lutz Stan Smith                 | 2:6, 5:7                |
| 26. | 10. August 1980    | Indianapolis (2)   | Sand          | Ivan Lendl          | Kevon Curren Steve Denton           | 6:3, 6:7, 4:6           |
| 27. | 24. August 1980    | Cincinnati         | Sand          | Ivan Lendl          | Bruce Manson Brian Teacher          | 7:6, 5:7, 4:6           |
| 28. | 4. April 1982      | Zürich             | Teppich (i)   | John Fitzgerald     | Sammy Giammalva Tom Gullikson       | 4:6, 2:6                |
| 29. | 23. Mai 1982       | Rom                | Sand          | John Fitzgerald     | Heinz Günthardt Balázs Taróczy      | 4:6, 6:4, 3:6           |
| 30. | 10. Juli 1983      | Gstaad             | Sand          | Colin Dowdeswell    | Pavel Složil Tomáš Šmíd             | 7:6, 4:6, 2:6           |
| 31. | 29. Juli 1984      | Kitzbühel          | Sand          | Colin Dowdeswell    | Henri Leconte Pascal Portes         | 6:2, 6:7, 6:7           |
| 32. | 19. September 1984 | Los Angeles        | Sand          | Sandy Mayer         | Ken Flach Robert Seguso             | 6:4, 4:6, 3:6           |
| 33. | 27. Januar 1985    | Philadelphia (2)   | Sand          | Sandy Mayer         | Mats Wilander Joakim Nyström        | 6:3, 2:6, 2:6           |
| 34. | 17. März 1985      | Brüssel            | Teppich (i)   | Kevin Curren        | Stefan Edberg Anders Järryd         | 3:6, 6:7                |
| 35. | 30. März 1986      | Rotterdam          | Teppich (i)   | Matt Mitchell       | Stefan Edberg Slobodan Živojinović  | 6:2, 3:6, 2:6           |